# Rochefort (Charente-Maritime)
Rochefort je francouzské město v departementu Charente-Maritime, v regionu Nová Akvitánie. V roce 2008 zde žilo 25 676 obyvatel. Je střediskem arrondissementu Rochefort. Leží nedaleko ústí řeky Charente do Atlantského oceánu.

## Osobnosti města
- Anne Desclos (1907–1998), novinářka a spisovatelka píšíci pod pseudonymy Dominique Aury a Pauline Réage
- Maurice Merleau-Ponty (1908–1961), fenomenologický filosof
- Guy Gilbert (* 1935), nekonformní římskokatolický kněz, který se věnuje mladistvým delikventům

## Partnerská města
- Burton upon Trent, Spojené království
- Papenburg, Německo
- Torrelavega, Španělsko